# 约翰·克雷根
约翰·克雷根（英語：John Cregan，1878年1月29日—1965年12月26日），生于纽约州，美国男子田径运动员，主攻中距离赛跑。他曾代表美国参加1900年夏季奥林匹克运动会田径比赛，获得男子800米银牌。